# Motorprogram
Ett motorprogram är ett TV-program eller radioprogram som handlar om bilar och motorer.

## Lista på motorprogram
- Bosse Bildoktorn, Sveriges Radio Jönköping P4
- Mera Motor, TV4 Plus
- Motorjournalen, Kanal 5
- Prestanda, TV3
- Trafikmagasinet, SVT 1978–2003.
- TopGear, BBC Knowledge